# 今成正和
今成 正和（いまなり まさかず、1976年2月10日 - ）は、日本の男性総合格闘家。神奈川県秦野市出身。今成柔術主宰。初代、第6代DEEPフェザー級王者。元Cage Rage世界フェザー級王者。初代DEEPバンタム級王者。DEEP2階級制覇王者。水曜日のダウンタウン足ツボトーナメント優勝

## 来歴
20歳の時にUFOに練習生として入門し、キックボクシングの藤原道場を紹介される。1999年に道場で一緒だった入江秀忠に誘われ、入江が旗揚げしたキングダムエルガイツに参加。2001年にはエルガイツの初代ミドル級王者となった。
2002年にキングダムエルガイツを離脱、同年11月に旗揚げしたZSTに参戦し、矢野卓見、所英男、小谷直之と並んで「ZST四兄弟」と呼ばれ、エリカス・ペトライティスらに勝利を収める。
2003年7月13日、DEEPに初参戦。DEEP 11th IMPACT in OSAKAで三島☆ド根性ノ助と対戦し、TKO負け。
2003年11月23日、ZSTグランプリ1回戦でジョルジ・グージェウと対戦し、開始32秒ヒールホールドで一本勝ちを収めた。2004年1月11日、ZSTグランプリ準々決勝でマーカス・アウレリオに1-2の判定負けを喫した。
2004年10月14日、PRIDE 武士道 -其の伍-でルイス・ブスカペと対戦し、判定負け。
2005年1月15日には新宿区高田馬場に自身が道場長を務めるバルボーザジャパン東京を設立。
2005年7月17日、PRIDE 武士道 -其の八-でヨアキム・ハンセンと対戦し、KO負け。
2005年10月28日、DEEP 21 IMPACTのDEEPフェザー級（-65kg）トーナメント1回戦でファビオ・メロに判定勝ち。12月2日、DEEP 22 IMPACTの準決勝でマイク・トーマス・ブラウンと対戦し、アンクルホールドで一本勝ち。同日の決勝では前田吉朗にアンクルホールドで一本勝ちを収め優勝を果たし、初代DEEPフェザー級王座を獲得した。
2006年8月4日、DEEP 25 IMPACTの日本対ブラジル2対2対抗戦（68kg契約）でブラジリアン柔術世界王者のフレジソン・パイシャオンと対戦し、0-2の判定負け。
2006年10月10日、DEEP 26 IMPACTのDEEPフェザー級タイトルマッチで挑戦者の山崎剛と対戦し、ペダラーダでKO勝ちを収め王座の初防衛に成功した。
2006年10月17日、ブラジリアン柔術黒帯をマルコス・アントニオ・バルボーザよりバルボーザジャパンにて授与された。
2007年2月10日、イギリスで開催されたCage Rage 20のCage Rage世界フェザー級王座決定戦で英国フェザー級王者ロビー・オリヴィエと対戦し、腕ひしぎ十字固めで一本勝ちを収め王座獲得に成功した。
2007年6月17日、グラップリング大会「DEEP X」に出場。ブルーノ・フラザトと対戦し、判定負けを喫した。
2008年3月8日、Cage Rage 25のCage Rage世界フェザー級タイトルマッチで挑戦者のジーン・シウバと対戦し、ヒールホールドで一本勝ちを収め王座の初防衛に成功した。
2008年5月19日、DEEP 35 IMPACTのDEEPフェザー級タイトルマッチで挑戦者の三島☆ド根性ノ助と対戦し、0-2の判定負けを喫し王座から陥落した。
2008年8月17日、DEEP 37 IMPACTの初代DEEPバンタム級王座決定戦で梅村寛と対戦し、ヒールホールドで一本勝ちを収め王座獲得に成功した。
2009年3月8日、DREAM.7のフェザー級（-63kg）グランプリ1回戦で山本篤と対戦し、判定勝ちを収めた。5月26日、DREAM.9の2回戦でビビアーノ・フェルナンデスに判定負けを喫した。
2009年8月23日、DEEP 43 IMPACTのDEEPバンタム級タイトルマッチで挑戦者の堀友彦と対戦し、5-0の判定勝ちを収め王座の初防衛に成功した。
2009年12月19日、DEEP初のケージ大会となったDEEP CAGE IMPACT 2009でジャスティン・"ザ・ショッカー"・クルーズと対戦し、オモプラッタとフェイスロックの複合技で一本勝ちを収めた。
2010年8月27日、DEEP 49 IMPACTのDEEPバンタム級タイトルマッチで挑戦者の宮下トモヤと対戦し、5-0の判定勝ちを収め2度目の王座防衛に成功した。
2010年10月24日、DEEP 50 IMPACTでDJ.taikiと対戦し、2-0の判定勝ちを収めた。
2011年2月25日、DEEP 52 IMPACTで中村"アイアン"浩士とノンタイトル戦で対戦し、肩固めを2度極めかけられるなどして0-3の判定負けを喫した。
2011年5月29日、DREAM JAPAN GPのバンタム級日本トーナメント1回戦で藤原敬典に判定勝ち、準決勝で大沢ケンジにヒールホールドで一本勝ち。7月16日、DREAM JAPAN GP FINALの決勝で所英男に判定負けを喫し準優勝となった。
2011年9月24日、DREAM.17のバンタム級世界トーナメント1回戦でエイブル・カラムに腕ひしぎ十字固めで一本勝ち。12月31日、元気ですか!! 大晦日!! 2011の準決勝でアントニオ・バヌエロスに1-2の判定負け。
2012年3月31日、ONE FC初出場となったONE FC 3でケビン・ベリンゴンと対戦し、ヒールホールドで一本勝ち。
2014年3月22日、DEEP 65 IMPACTで元谷友貴と対戦し、判定負け。
2015年12月20日、DEEP 74 IMPACTで横田一則と対戦し、判定負け。
2016年4月23日、DEEP CAGE IMPACT 2016でナム・ファンと対戦し、ヒールホールドで一本勝ち。
2016年12月17日、DEEP CAGE IMPACT 2016のDEEPフェザー級王座決定戦で長倉立尚と対戦し、3-2の判定勝ちを収め王座獲得に成功した。
2017年6月7日、怪我による長期欠場のためDEEPフェザー級王座を返上した。
2018年1月20日、ONE Championship 66でユサップ・サーデュラエフと対戦し、判定負け。
2019年2月22日、ONE Championship: Call to Greatnessでクォン・ウォンイルと対戦し、ヒールホールドで一本勝ち。

### RIZIN
2021年6月27日、RIZIN.29で行われたRIZINバンタム級JAPANグランプリ1回戦で瀧澤謙太に判定負け。
2021年10月2日、RIZIN LANDMARK 1で春日井“寒天”たけしと対戦し、1Rにアームバーで一本勝ち。
2022年11月6日、RIZIN LANDMARK 4で鈴木千裕と対戦し、3R判定負けを喫した。
2024年2月24日、RIZIN LANDMARK 8で摩嶋一整と対戦し、2Rに摩嶋にグラウンドで肘打ちを連打される劣勢な状況から腕ひしぎ十字固めで逆転一本勝ち。勝利した今成は金網を殴って吠えた。この試合は、摩嶋と対戦予定だった元RIZINフェザー級王者のヴガール・ケラモフが欠場したことで、急遽代役として今成が出場した試合だった。

## 人物・エピソード
- 足関節技、特にヒールホールドを得意とし、足関十段の異名を持つ。その独特の風貌とトリッキーなファイトスタイル、関節技の極めの強さで人気を得ている。
- 今成が得意とする自らスライディング、前転して相手の足に絡みついて足関節を狙う動きは世界中でイマナリ・ロール（Imanari Roll）と呼ばれている[9][10]。
- ひょうきんな性格で、しばしば取材写真において、手で卑猥なマークを作った状態(フィグ・サイン)で写っている[11]。
- 既婚者であり、子供もいる。先に入籍は済ませていたが、2009年11月8日に結婚披露宴を行った[12][13][14]。

## 戦績

### 総合格闘技
| 総合格闘技 戦績 | 総合格闘技 戦績 | 総合格闘技 戦績 | 総合格闘技 戦績 | 総合格闘技 戦績 | 総合格闘技 戦績 | 総合格闘技 戦績 |
| --------------- | --------------- | --------------- | --------------- | --------------- | --------------- | --------------- |
| 64 試合         | (T)KO           | 一本            | 判定            | その他          | 引き分け        | 無効試合        |
| 40 勝           | 1               | 29              | 10              | 0               | 2               | 0               |
| 22 敗           | 4               | 0               | 18              | 0               | 2               | 0               |

| 勝敗 | 対戦相手                                 | 試合結果                                          | 大会名                                                                                          | 開催年月日     |
| ○    | 摩嶋一整                                 | 2R 1:37 腕ひしぎ十字固め                          | RIZIN LANDMARK 8                                                                                | 2024年2月24日  |
| ×    | 鈴木千裕                                 | 5分3R終了 判定0-3                                 | RIZIN LANDMARK 4                                                                                | 2022年11月6日  |
| ×    | 芦田崇宏                                 | 5分3R終了 判定0-3                                 | DEEP 109 IMPACT                                                                                 | 2022年8月21日  |
| ○    | 春日井“寒天”たけし                       | 1R 2:50 アームバー                                | RIZIN LANDMARK vol.1                                                                            | 2021年10月2日  |
| ×    | 瀧澤謙太                                 | 5分3R終了 判定0-3                                 | RIZIN.29 【RIZINバンタム級JAPANグランプリ1回戦】                                                | 2021年6月27日  |
| ×    | 根津優太                                 | 5分3R終了 判定0-3                                 | ROAD to ONE 3rd：TOKYO FIGHT NIGHT                                                              | 2020年9月10日  |
| ○    | クォン・ウォンイル                       | 1R 0:53 ヒールホールド                            | ONE Championship: Call to Greatness                                                             | 2019年2月22日  |
| ○    | ラディーム・ラーマン                     | 1R 1:23 腕ひしぎ十字固め                          | ONE Championship: Pursuit of Greatness                                                          | 2018年10月26日 |
| ×    | キム・デフォン                           | 5分3R終了 判定0-3                                 | ONE Championship: Heroes of Honor                                                               | 2018年4月20日  |
| ×    | ユサップ・サーデュラエフ                 | 5分3R終了 判定0-3                                 | ONE Championship 66: Kings of Courage                                                           | 2018年1月20日  |
| ○    | 大原樹理                                 | 1R 0:23 ヒールホールド                            | DEEP 78 IMPACT                                                                                  | 2017年3月18日  |
| ○    | 長倉立尚                                 | 5分3R終了 判定3-2                                 | DEEP CAGE IMPACT 2016 〜DEEP VS WSOF-GC〜 【DEEPフェザー級王座決定戦】                          | 2016年12月17日 |
| ○    | 新里佳彦                                 | 1R 0:32 ヒールホールド                            | DEEP CAGE IMPACT 2016 in KORAKUEN                                                               | 2016年10月18日 |
| ×    | ビョン・ジェウン                         | 5分3R終了 判定0-2                                 | DEEP 77 IMPACT & DEEP JEWELS 13                                                                 | 2016年8月27日  |
| ○    | ナム・ファン                             | 1R 0:35 ヒールホールド                            | DEEP CAGE IMPACT 2016                                                                           | 2016年4月23日  |
| ×    | 横田一則                                 | 5分3R終了 判定0-3                                 | DEEP 74 IMPACT                                                                                  | 2015年12月20日 |
| ○    | ヤン・ムンファン                         | 1R 0:21 アキレス腱固め                            | DEEP CAGE IMPACT 2015                                                                           | 2015年8月29日  |
| ○    | クリスチャン・ヴィンダ                   | 1R 4:00 腕ひしぎ十字固め                          | Venator FC: Guerrieri Italiani Finals                                                           | 2015年5月30日  |
| ○    | 幕大輔                                   | 1R 4:11 腕ひしぎ十字固め                          | DEEP 八王子超人まつり!                                                                          | 2015年4月5日   |
| ○    | 伊藤健一                                 | 2R 4:06 スリーパーホールド                        | GRANDSLAM 2 -Way of the Cage-                                                                   | 2015年2月2日   |
| ×    | 廣田瑞人                                 | 2R 1:38 TKO（パウンド）                           | DEEP 69 IMPACT                                                                                  | 2014年10月26日 |
| ○    | パク・チャンジョン                       | 1R 0:22 アンクルホールド                          | DEEP 68 IMPACT                                                                                  | 2014年8月23日  |
| ×    | 越智晴雄                                 | 2R 1:01 TKO（ドクターストップ：眼窩底骨折の疑い） | DEEP 67 IMPACT                                                                                  | 2014年6月22日  |
| ×    | 元谷友貴                                 | 5分3R終了 判定0-3                                 | DEEP 65 IMPACT                                                                                  | 2014年3月22日  |
| ○    | 伊藤健一                                 | 5分2R終了 判定3-0                                 | DEEP 61 IMPACT                                                                                  | 2013年2月16日  |
| ○    | 大石真丈                                 | 1R 1:01 アンクルロック                            | DEEP 59 IMPACT                                                                                  | 2012年8月18日  |
| ×    | レアンドロ・イッサ                       | 5分3R終了 判定0-3                                 | ONE FC 4: Destiny of Warriors                                                                   | 2012年6月23日  |
| ○    | ケビン・ベリンゴン                       | 1R 1:18 ヒールホールド                            | ONE FC 3: War of the Lions                                                                      | 2012年3月31日  |
| ×    | アントニオ・バヌエロス                   | 5分2R終了 判定1-2                                 | 元気ですか!! 大晦日!! 2011 【バンタム級世界トーナメント 準決勝】                                | 2011年12月31日 |
| ○    | エイブル・カラム                         | 3R 0:46 腕ひしぎ十字固め                          | DREAM.17 【バンタム級世界トーナメント 1回戦】                                                   | 2011年9月24日  |
| ×    | 所英男                                   | 2R（10分/5分）終了 判定0-3                        | DREAM JAPAN GP FINAL -2011バンタム級日本トーナメント決勝戦- 【バンタム級日本トーナメント 決勝】 | 2011年7月16日  |
| ○    | 大沢ケンジ                               | 2R 0:58 ヒールホールド                            | DREAM JAPAN GP -2011バンタム級日本トーナメント- 【バンタム級日本トーナメント 準決勝】           | 2011年5月29日  |
| ○    | 藤原敬典                                 | 5分2R終了 判定3-0                                 | DREAM JAPAN GP -2011バンタム級日本トーナメント- 【バンタム級日本トーナメント 1回戦】            | 2011年5月29日  |
| ×    | 中村"アイアン"浩士                       | 5分3R終了 判定0-3                                 | DEEP 52 IMPACT                                                                                  | 2011年2月25日  |
| ○    | DJ.taiki                                 | 5分3R終了 判定2-0                                 | DEEP 50 IMPACT 〜10年目の奇跡〜                                                                 | 2010年10月24日 |
| ○    | 宮下トモヤ                               | 5分3R終了 判定5-0                                 | DEEP 49 IMPACT 【DEEPバンタム級タイトルマッチ】                                                 | 2010年8月27日  |
| ○    | 寺田功                                   | 3R 0:27 腕ひしぎ十字固め                          | DEEP 47 IMPACT                                                                                  | 2010年4月17日  |
| ○    | ジャスティン・"ザ・ショッカー"・クルーズ | 1R 2:39 フェイスロック                            | DEEP CAGE IMPACT 2009 第1部                                                                     | 2009年12月19日 |
| ○    | 堀友彦                                   | 5分3R終了 判定5-0                                 | DEEP 43 IMPACT 【DEEPバンタム級タイトルマッチ】                                                 | 2009年8月23日  |
| ×    | ビビアーノ・フェルナンデス               | 2R（10分/5分）終了 判定0-3                        | DREAM.9 フェザー級グランプリ2009 2nd ROUND 【フェザー級グランプリ 2回戦】                       | 2009年5月26日  |
| ○    | 山本篤                                   | 2R（10分/5分）終了 判定2-1                        | DREAM.7 フェザー級グランプリ2009 開幕戦 【フェザー級グランプリ 1回戦】                          | 2009年3月8日   |
| ○    | 梅村寛                                   | 1R 0:29 ヒールホールド                            | DEEP 37 IMPACT 【DEEPバンタム級王座決定戦】                                                     | 2008年8月17日  |
| ×    | 三島☆ド根性ノ助                          | 5分3R終了 判定0-2                                 | DEEP 35 IMPACT 【DEEPフェザー級タイトルマッチ】                                                 | 2008年5月19日  |
| ○    | ジーン・シウバ                           | 1R 2:30 ヒールホールド                            | Cage Rage 25: Bring it On 【Cage Rage世界フェザー級タイトルマッチ】                             | 2008年3月8日   |
| ○    | 阿部裕幸                                 | 3R 4:32 アンクルホールド                          | DEEP 32 IMPACT                                                                                  | 2007年10月9日  |
| ○    | キム・ジョンマン                         | 1R 3:28 腕ひしぎ十字固め                          | DEEP 31 IMPACT                                                                                  | 2007年8月5日   |
| ○    | ロビー・オリヴィエ                       | 1R 0:27 腕ひしぎ十字固め                          | Cage Rage 20: Born 2 Fight 【Cage Rage世界フェザー級王座決定戦】                                | 2007年2月10日  |
| ○    | 山崎剛                                   | 3R 1:49 KO（蹴り上げ）                            | DEEP 26 IMPACT 【DEEPフェザー級タイトルマッチ】                                                 | 2006年10月10日 |
| ×    | フレジソン・パイシャオン                 | 5分3R終了 判定0-2                                 | DEEP 25 IMPACT                                                                                  | 2006年8月4日   |
| ○    | 前田吉朗                                 | 3R 1:31 アンクルホールド                          | DEEP 22 IMPACT 【フェザー級トーナメント 決勝】                                                  | 2005年12月2日  |
| ○    | マイク・トーマス・ブラウン               | 2R 3:38 アンクルホールド                          | DEEP 22 IMPACT 【フェザー級トーナメント 準決勝】                                                | 2005年12月2日  |
| ○    | ファビオ・メロ                           | 5分3R終了 判定3-0                                 | DEEP 21 IMPACT 【フェザー級トーナメント 1回戦】                                                 | 2005年10月28日 |
| ×    | ヨアキム・ハンセン                       | 1R 2:34 KO（左膝蹴り）                            | PRIDE 武士道 -其の八-                                                                           | 2005年7月17日  |
| △    | 前田吉朗                                 | 5分3R終了 判定1-0                                 | DEEP 18th IMPACT                                                                                | 2005年2月12日  |
| ○    | レナート・タバレス                       | 2R 2:36 ヒールホールド                            | DEEP 17th IMPACT                                                                                | 2004年12月18日 |
| ×    | ルイス・ブスカペ                         | 2R（10分/5分）終了 判定0-3                        | PRIDE 武士道 -其の伍-                                                                           | 2004年10月14日 |
| ×    | マーカス・アウレリオ                     | 5分2R終了 判定1-2                                 | ZST GP 決勝大会 【準々決勝】                                                                    | 2004年1月11日  |
| ○    | ジョルジ・グージェウ                     | 1R 0:32 ヒールホールド                            | ZST GP 開幕戦 【1回戦】                                                                         | 2003年11月23日 |
| ×    | 三島☆ド根性ノ助                          | 2R 2:58 TKO（パウンド）                           | DEEP 11th IMPACT in OSAKA                                                                       | 2003年7月13日  |
| ○    | ダニー・バッテン                         | 1R 0:43 腕ひしぎ十字固め                          | THE BATTLE FIELD ZST 3                                                                          | 2003年6月1日   |
| ○    | エリカス・ペトライティス                 | 5分2R終了 判定3-0                                 | THE BATTLE FIELD ZST 2                                                                          | 2003年3月9日   |
| ○    | 大場裕司                                 | 5分2R終了 判定2-0                                 | PANCRASE 2002 SPIRIT TOUR                                                                       | 2002年9月29日  |
| ○    | 岩間徳三郎                               | 1R 3:24 ヒールホールド                            | プレミアムチャレンジ                                                                            | 2002年5月6日   |
| △    | 崔領二                                   | 1R 1:29 両者リングアウト（両者失格）              | 第1回タイタンファイト 【1回戦】                                                                 | 2000年9月29日  |

### グラップリング
| 勝敗 | 対戦相手           | 試合結果                                             | 大会名                                                                                | 開催年月日     |
| ×    | マルセロ・ガルシア | 1R 4:49 ノースサウスチョーク                         | ONE Championship 170: Tawanchai vs. Superbon 2                                        | 2025年1月24日  |
| ×    | マイキー・ムスメシ | 1R 4:09 リアネイキッドチョーク                       | ONE Championship 156: Eersel vs. Sadikovic                                            | 2022年4月22日  |
| ×    | 石黒翔也           | オーバータイム（石黒が時間内に今成の足関節から脱出） | IRE                                                                                   | 2022年1月10日  |
| △    | 世羅智茂           | 8分1R終了 時間切れ                                   | QUINTET FIGHT NIGHT 7 in TOKYO                                                        | 2021年7月13日  |
| △    | 橋本知之           | 8分1R終了 時間切れ                                   | QUINTET FIGHT NIGHT 5 in TOKYO                                                        | 2020年10月27日 |
| △    | 寒河江寿泰         | 8分1R終了 時間切れ                                   | QUINTET FIGHT NIGHT 5 in TOKYO                                                        | 2020年10月27日 |
| ×    | ブルーノ・フラザト | 3R（4分/4分/2分）終了 ポイント0-10                   | DEEP X                                                                                | 2007年6月17日  |
| △    | ジェフ・グローバー | 5分2R終了 判定0-0                                    | DEEP 23 IMPACT                                                                        | 2006年2月5日   |
| ○    | 三上恭史           | 1R 0:21 アンクルホールド                             | CLUB DEEP 長南祭り                                                                    | 2004年10月3日  |
| ×    | 若林次郎           | 2R終了 判定1-2                                       | ZST GT-F 【1回戦】                                                                    | 2004年3月7日   |
| ○    | 西野聡             | 1R 2:38 腕ひしぎ十字固め                             | Club Contenders 2002                                                                  | 2002年8月24日  |
| ○    | 所英男             | 5分2R終了 判定40-38                                  | The CONTENDERS 7 NEXT                                                                 | 2002年7月7日   |
| ×    | 門脇英基           | 5分2R終了 判定38-40                                  | The CONTENDERS X-RAGE vol.2                                                           | 2002年3月10日  |
| ×    | バレット・ヨシダ   | 3:43 チョークスリーパー                              | キングダム・エルガイツ "The Road to bankrupt or yoyogi 第10戦 〜ターニングポイント〜" | 2001年11月21日 |

## 獲得タイトル
- アマチュア
  - 第6回全日本コンバットレスリング選手権 69kg級 準優勝
  - 第7回全日本コンバットレスリング選手権 76kg級 準優勝
- プロ
  - 初代キングダムミドル級王座（2000年）
  - 初代DEEPフェザー級王座（2005年）
  - 初代Cage Rage世界フェザー級王座（2007年）
  - 初代DEEPバンタム級王座（2008年）
  - 第6代DEEPフェザー級王座（2016年）

## DVD
- 今成正和 足関十段（クエスト、2006年5月20日）

### 試合映像
1. ↑  『【試合映像】瀧澤謙太 vs. 今成正和 / Kenta Takizawa vs. Imanari Masakazu - RIZIN.29』RIZIN公式YouTubeチャンネル、2021年。
2. ↑  『【試合映像】今成正和 vs. 春日井“寒天”たけし / Masakazu Imanari vs. Takeshi"Kanten"Kasugai -RIZIN LANDMARK vol.1』RIZIN公式YouTubeチャンネル、2021年。
3. ↑  『【会場リングサイド目線で見る『鈴木千裕 vs. 今成正和』公式試合映像】【Special Cage Side】RIZIN LANDMARK 4 in NAGOYA』RIZIN公式YouTubeチャンネル、2022年。
4. ↑  『【試合映像】摩嶋一整 vs 今成正和/ Kazumasa Majima vs. Masakazu Imanari - RIZIN LANDMARK 8 in SAGA』RIZIN公式YouTubeチャンネル、2024年。

### 補足映像
1. ↑  『【番組】RIZIN CONFESSIONS #76（※試合映像＆瀧澤謙太と今成正和による試合振り返りドキュメンタリー番組）』RIZIN公式YouTubeチャンネル、2021年。
2. ↑  『【番組】RIZIN CONFESSIONS #83（※試合映像＆今成正和と春日井“寒天”たけしによる試合振り返りドキュメンタリー番組）』RIZIN公式YouTubeチャンネル、2021年。
3. ↑  『【番組】RIZIN CONFESSIONS #110（※試合映像＆鈴木千裕と今成正和による試合振り返りドキュメンタリー番組）』RIZIN公式YouTubeチャンネル、2022年。
4. ↑  『【番組】RIZIN CONFESSIONS #144（※番組内で試合映像。今成正和と摩嶋一整による試合振り返りドキュメンタリー番組）』RIZIN公式YouTubeチャンネル、2024年。